# Thanatephorus hebelomatosporus
Thanatephorus hebelomatosporus är en svampart som först beskrevs av Boidin & Gilles, och fick sitt nu gällande namn av P. Roberts 1998. Thanatephorus hebelomatosporus ingår i släktet Thanatephorus och familjen Ceratobasidiaceae.   Inga underarter finns listade i Catalogue of Life.